# Илија Радаковић
Илија Радаковић (Јошан, код Удбине, 6. април 1923 — Крањ, 19. април 2015), учесник Народноослободилачке борбе, генерал-пуковник ЈНА и народни херој Југославије.

## Биографија
Рођен је 6. априла 1923. године у Јошану, код Удбине, као друго од петоро деце. Отац, по занимању лугар, често је био премештан, па је Илија детињство провео у више места. Основну школу почео је у Брувну, а завршио у Отрићу. Четири разреда гимназије и два Учитељске школе завршио је у Госпићу. У школи је почетком 1938. године био примљен у Савез комунистичке омладине Југославије (СКОЈ).
У пролеће 1938. године учествовао је као сведок на судском процесу професорима веронауке због клеветања комуниста Јакова Блажевића, Недељка Жакуле и других. Због тога је био кажњен забраном уписа у трећи разред у Госпићу, па је школовање наставио у Петрињи, где је дипломирао 1941. године.

### Народноослободилачка борба
У Априлском рату, по одлуци организације СКОЈ-а, јавио се као добровољац у 25. артиљеријски пук у Петрињи. После расула тога пука, 10. априла отишао је у Отрић, где се крио од усташа. Оца су му ухапсили 15. јуна и касније убили, а он се, два пута избегавши хапшење, склонио 21. јуна на планину Поштак. Ту је с Глишом Ћуком учествовао у организовању оружане групе од петнаестак Завлачана и Отрићана. Касније се издвојила Отрићка група, од које је 27. јула формиран Девети герилски одред, чији је Илија био политички комесар, а Ћук командир.
Ноћу 27/28. јула Одред је учествовао у заузимању железничке станице Зрмања, срушио пругу Зрмања–Прибудић и садејствовао у ослобођењу места Зрмање. Илија је био лакше рањен у заузимању железничке станице Малован 29. јула, али је остао у одреду. У августу је учествовао у борбама против усташа и домобрана око Грачаца, а почетком септембра против италијанских војника на Ресановцима.
Након јењавања устанка, Илија је 23. новембра са групом бораца приступио у Другу чету батаљона „Марко Орешковић“. Члан Комунистичке партије Југославије (КПЈ) постао је 25. децембра 1941. године. Постао је политички делегат вода у батаљону, нешто касније политички комесар чете и од 24. априла 1942. године политкомесар батаљона.
Током рата, од 1943. до 1945. године, Илија је променио више јединица и дужности:
- обавештајни официр Прве личке бригаде и Зрмањског оперативног сектора,
- политкомесар Севернодалматинског одреда,
- политкомесар Групе батаљона северне Далмације,
- командант Команде места Оточац,
- политкомесар Пете далматинске бригаде,
- политкомесар артиљеријске групе Осмог корпуса,
- политкомесар Девете далматинске дивизије.

Ратни пут завршио је у Трсту маја 1945. године. Током рата, више је пута био похваљен од више штабова и Врховног команданта НОВЈ, Јосипа Броза Тита. Био је рањаван укупно три пута.

### Послератни период
После рата, вршио је низ дужности у Југословенској народној армији (ЈНА). Најпре као политички комесар Друге, а затим Прве тенковске дивизије, од 1945. до 1948. године, политички комесар Четвртог механизованог корпуса, у чину пуковника, од 1948. до 1950. године. Потом се налазио на служби као главни инспектор у Политичкој управи ЈНА, током 1950. и 1951. године, да би убрзо био упућен на даље школовање. Након завршене Више војне академије ЈНА, био је војни изасланик у Бурми, од 1954. до 1957. године, помоћник начелника Друге (војно-обавештајне) управе Генералштаба ЈНА, од 1957. до 1961. и командант Гардијске дивизије, од 1961. до 1965. године, у чину генерал-мајора. Завршио је и Курс оператике ЈНА.
Потом је обављао функције заменика начелника Наставне управе Генералштаба ЈНА, од 1965. до 1968. године, заменика команданта за позадину Девете армије у Љубљани, од 1968. до 1970, у чину генерал-потпуковника, а потом начелника, у неколико управа, у Генералштабу ЈНА, од 1970. до 1978, као и заменика Начелника Генералштаба ЈНА, од 1973. до 1978. У периоду од 1978. до 1984. био је помоћник, а од 1984. до јуна 1985. године заменик Савезног секретара за народну одбрану СФРЈ, након чега је редовно пензионисан у чину генерал-пуковника ЈНА. На Дванаестом конгресу СКЈ, 1982. године, био је изабран за члана Централног комитета СКЈ.
У периоду од 1963. до 1965. године је био председник Фудбалског клуба, а од 1983. до 1989. и Југословенског спортског друштва „Партизан“. До 1998. године живео је у Београду, а од тада у Крању. У време распада СФРЈ, 1990-их година је био један од оснивача и најактивнијих чланова Друштва за истину о антифашистичкој Народноослободилачкој борби у Југославији 1941—1945, као и Савеза антифашиста Србије.
Преминуо је 19. априла 2015. године у Крању.

## Литерарни рад и одликовања
Објавио је више радова, од којих су запаженији „Титова мисао у стратегији оружане борбе” („Војно дело”, 1978), „Книнска операција — велика побједа НОВ и ПОЈ” („Книнска операција”), „Искуства из дејстава IV армије у завршним операцијама 1945” („Завршне операције”), „Арапско-израелски рат 1973” (I управа, 1974), „Оперативно-стратегијска искуства ратова послије II свјетског рата”. Из области позадинског обезбеђења и планирања развоја оружаних снага, објавио је више радова у часописима „Позадина” и „Војно дело”.
Носилац је Партизанске споменице 1941. и више других југословенских одликовања, међу којима су и — Орден ратне заставе, Орден братства и јединства са златним венцем, Орден за војне заслуге са великом звездом, Орден партизанске звезде са сребрним венцем, Орден заслуга за народ са сребрним зрацима и два Ордена за храброст. Носилац је и више иностраних одликовања, међу којима су (пољско, бурманско, египатско, совјетско, бугарско и италијанско). Орденом народног хероја одликован је 20. децембра 1951. године.